# Marco Né
Marco Taddei Né (Abiyán, Costa de Marfil, 17 de julio de 1983) es un futbolista marfileño, que se desempeña como mediocampista y que actualmente milita, en el SC Tavriya Simferopol de la Liga Premier de Ucrania.

## Selección nacional
Ha sido internacional con la Selección de fútbol de Costa de Marfil; donde ha jugado solo 1 partido internacional, por dicho seleccionado.

## Clubes
| Club                  | País            | Año           |
| --------------------- | --------------- | ------------- |
| ASEC Mimosas          | Costa de Marfil | 2002 - 2003   |
| KSK Beveren           | Bélgica         | 2003 - 2006   |
| Olympiacos            | Grecia          | 2003 - 2006   |
| Germinal Beerschot    | Bélgica         | 2008          |
| FC Kubán Krasnodar    | Rusia           | 2009-2011     |
| SC Tavriya Simferopol | Ucrania         | 2012-presente |